# Piotr Oraczewski
Piotr Oraczewski (Oraczowski) herbu Szreniawa (zm. w 1610 roku) – pisarz ziemski krakowski w latach 1588–1610, sędzia kapturowy krakowski w 1587 roku.
Poseł na sejm konwokacyjny 1573 roku. Podpisał akt konfederacji warszawskiej 1573 roku. Poseł województwa krakowskiego na sejm 1676/1577 roku. Poseł księstwa oświęcimsko-zatorskiego na sejm 1578 roku. Poseł województwa krakowskiego na sejm konwokacyjny 1587 roku i sejm koronacyjny 1587/1588 roku.
W 1606 roku był członkiem zjazdu pod Lublinem, który przygotował rokosz Zebrzydowskiego.

## BIbliografia
- Akta zjazdu stężyckiego w roku 1606 (Liber genarationis  Stężyce), Warszawa 1893, s. 252.
- Urzędnicy województwa krakowskiego XVI-XVIII wieku. Spisy". Oprac. Stanisław Cynarski i Alicja Falniowska-Gradowska. Kórnik 1990, s. 247.